# Falk Boden

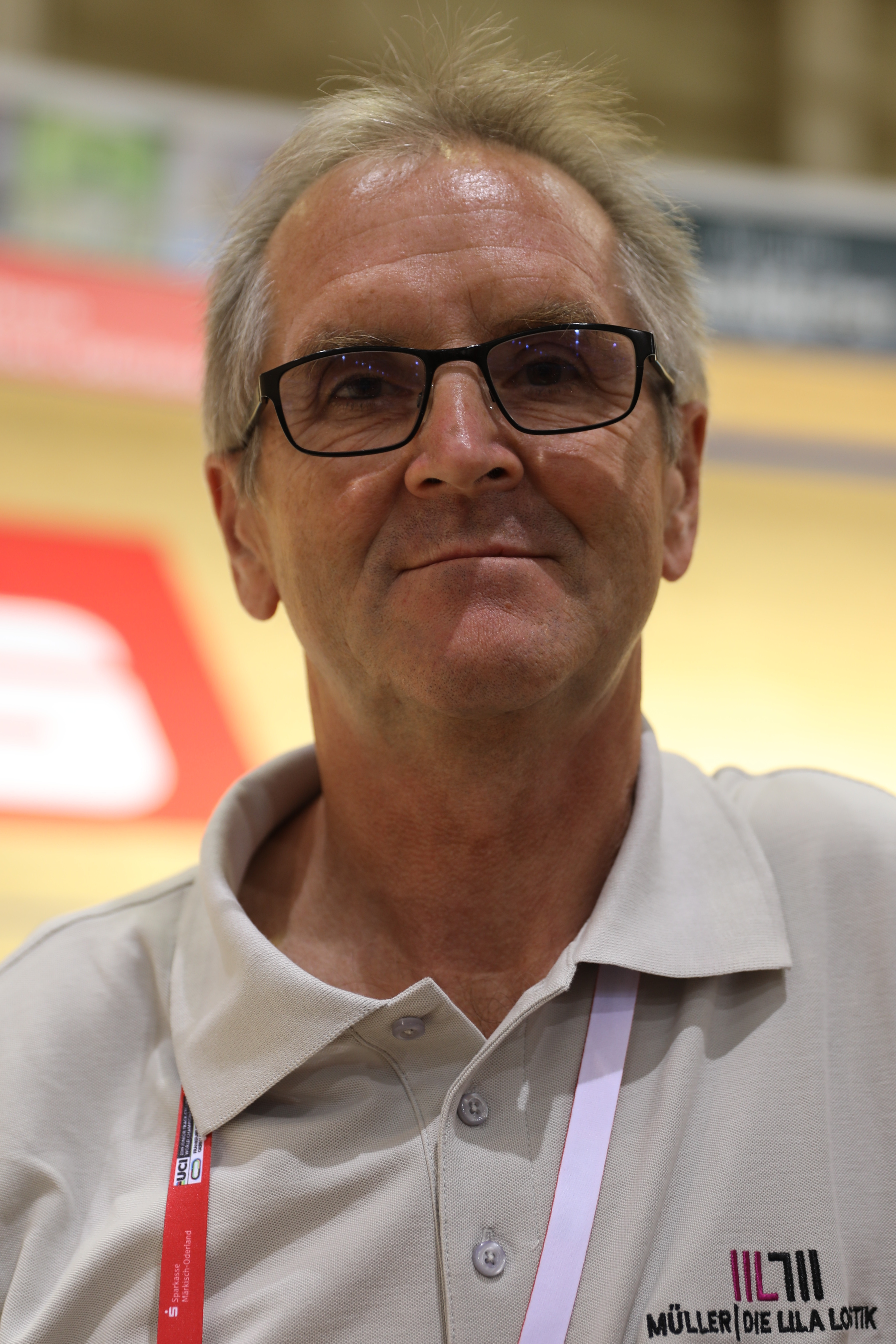
Falk Boden (2019)

Falk Boden (* 20. Januar 1960 in Elsterwerda) ist ein ehemaliger deutscher Radsportler.

## Sportliche Laufbahn
Seine Kindheit und Jugend verbrachte Falk Boden in der sächsischen Kleinstadt Kamenz, wo er auch 1974 im dortigen Trainingszentrum der ASV Vorwärts mit dem Radsport anfing. Zuvor war er in der Leichtathletik aktiv und dort auch für eine Delegierung an einen Sportclub vorgesehen, wechselte jedoch zum Radsport.  Mit steigenden Leistungen wurde er auf die Kinder- und Jugendsportschule nach Frankfurt (Oder) delegiert und trainierte beim dortigen Sportklub des ASV, dem ASK Vorwärts Frankfurt (Oder). Einen DDR-Meistertitel gewann er 1975, er holte  den Titel im Mannschaftszeitfahren auf der Straße in der Klasse Jugend B. Bei der Kinder- und Jugendspartakiade 1977 belegte Boden den zweiten Platz im Straßeneinzelrennen. Kurz darauf gewann er mit der DDR-Mannschaft bei den UCI-Straßen-Weltmeisterschaften der Junioren das 70-km-Zeitfahren, was ihm 1978 erneut gelang.
1979 feierte Falk Boden seinen ersten Weltmeisterschafts-Titel bei den Männern, als er im 100-km-Mannschaftszeitfahren triumphieren konnte. Darüber hinaus gewann er ein Jahr später bei den Olympischen Spielen in Moskau in der gleichen Disziplin Silber. Mit diesen Erfolgen im Rücken wurde er 1980 bester Nachwuchsfahrer in der DDR-Rundfahrt. 1981 holte Boden erneut WM-Gold im Mannschaftszeitfahren. Seinen größten Erfolg als Einzelfahrer feierte Boden 1983, als er überraschend die Friedensfahrt gewinnen konnte (1985 und 1990 wurde er jeweils Vierter). 1983 startete er bei den UCI-Straßen-Weltmeisterschaften und wurde als Achter im Straßenrennen der Amateure klassiert. 1984 gewann er erneut die DDR-Rundfahrt und siegte in der Niederösterreich-Rundfahrt.
1989 gewann Boden sein drittes WM-Gold im Mannschaftszeitfahren, ein Jahr später kam noch einmal Silber hinzu. Auf der Straße wurde er 1988 Dritter der Tour d’Algérie.

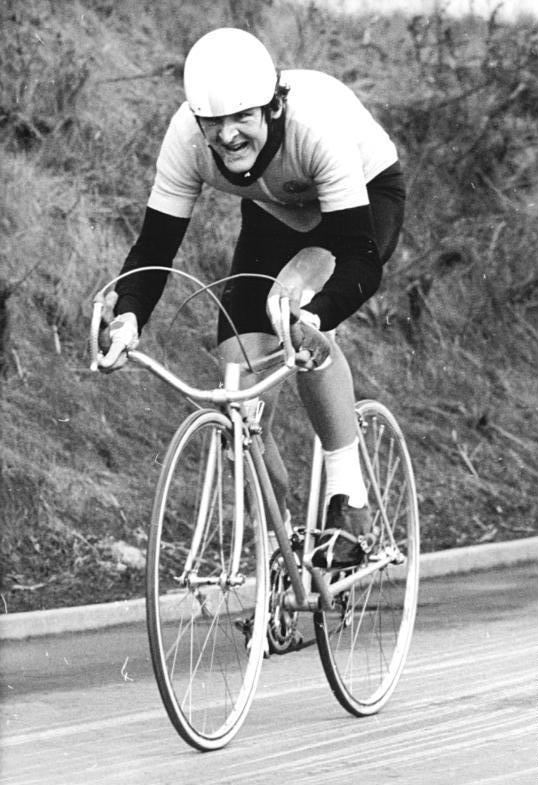
Boden bei der Thüringen-Rundfahrt 1981

Nach der Wende wechselte der vormalige Hauptmann der NVA ins Profilager und unterschrieb einen Vertrag beim Radsportteam Festina. Im Schweizer Wetzikon wurde Boden 1991 Deutscher Straßenmeister. 1993 wurde er von seinem Team gekündigt, da er beim Giro d’Italia den Konkurrenten Miguel Induráin unterstützt hatte.

## Berufliches
Boden studierte Sport und erlangte 1995 das Diplom als Sportlehrer. Er arbeitet als Erzieher im Internat des Sportgymnasiums in Frankfurt an der Oder.

## Erfolge
- Weltmeister Mannschaftszeitfahren 1979, 1981 und 1989
- Junioren Weltmeister Mannschaftszeitfahren 1977 und 1978
- DDR-Meister Einzelzeitfahren 1979 und 1980
- DDR-Meister – Straßenrennen 1982
- DDR-Meister – Kriterium 1980
- Internationale Friedensfahrt 1983
- DDR-Rundfahrt 1980 und 1984